# Ricardo Córdova Farfán
Ricardo Córdova Farfán (1961) es un pintor peruano. Artista plástico que ha permanecido en Arequipa (Perú), manteniendo, a la vez un espacio en la escena artística nacional e internacional.
Intimista y melancólico, muestra a través de sus interiores, leitmotiv de su obra, su visión del mundo que lo rodea. Su obra, preferentemente figurativa, reivindica a la pintura como medio de expresión ante el uso creciente de medios alternativos en las artes plásticas. Su trabajo a lo largo de los años, deja entender su preferencia por comunicar sensaciones y emociones antes que conceptos, y si bien cada una de sus muestras refleja una consciente y dedicada exploración, mantiene una unidad estilística y personal inconfundible.

## Biografía
Nació en Arequipa, Perú en 1961. Estudió la primaria y secundaria en el Colegio San José de la misma ciudad. Se inició en la pintura a la edad de doce años, realizando su primera muestra individual a la edad de trece años y su primera muestra oficial a los diecisiete. Sus primeros estudios de pintura los hizo en el colegio con el pintor arequipeño Julio César Morales, que fue también maestro del acuarelista arequipeño Vinatea Reinoso, y en forma particular con el artista Raúl Rodríguez. Al mismo tiempo estudió cerámica, graduándose como ceramista en 1976 en el Centro de Capacitación Artesanal Mixto de Arequipa. 
Terminados sus estudios secundarios y ante la falta de una institución que cumpliese con sus expectativas, ingresó a la Universidad Católica de Santa María donde estudió leyes durante cuatro años, sin descuidar su trabajo artístico ya que durante ese tiempo realizó exposiciones individuales anualmente en Arequipa y Lima. En 1983, ingresó a la nueva Escuela de Artes abierta por la Universidad Nacional de San Agustín de Arequipa. La apertura de esta escuela significó un gran paso para la pintura arequipeña, con maestros educados en Europa como Miguel Espinoza y Ramiro Pareja y jóvenes artistas llenos de interés por la renovación y experimentación. Se graduó como Licenciado en Artes en 1992. En los años siguientes continuó estudios de especialización graduándose en el 2003 como Magíster en Artes y concluyendo el 2008 el Doctorado en Filosofía en la Universidad Nacional de San Agustín.

## Labor docente

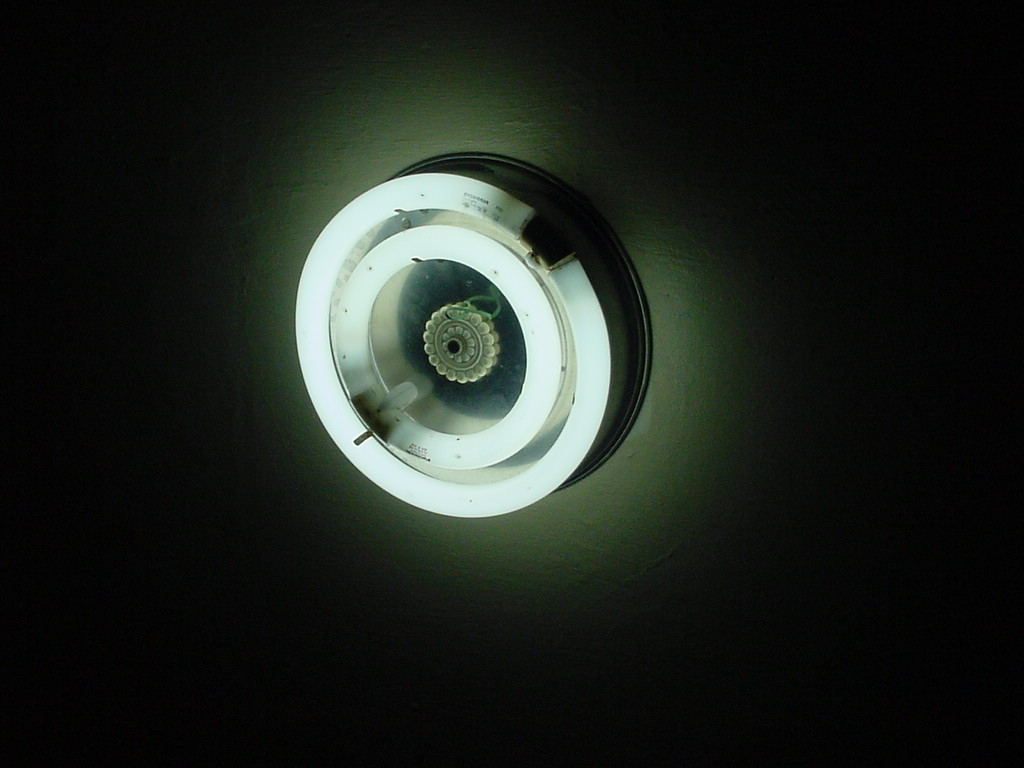
"Lámpara", óleo del autor de 2005.

Además de su trabajo como artista, desde muy joven ejerció la docencia en distintas instituciones, ingresando como profesor auxiliar a la Escuela de Artes de la Universidad Nacional de San Agustín en 1991 donde actualmente es Profesor Principal, además de enseñar en distintos cursos de Posgrado. Aunque permanece en Arequipa, el estudio y sus constantes viajes al extranjero lo mantienen al día en las nuevas propuestas. Desde 1978 realiza exposiciones individuales anualmente en Lima y en el extranjero. Además participa frecuentemente en exposiciones colectivas que han llevado su obra a Colombia, Chile, Ecuador, Estados Unidos y China. Desde 1980 ha obtenido varios premios de pintura y acuarela a nivel nacional 